# Daishirō Yoshimura
Pour les articles homonymes, voir Yoshimura.
Daishirō Yoshimura (吉村 大志郎, Yoshimura Daishirō, né Nelson Yoshimura le 16 août 1947 à São Paulo au Brésil) est un footballeur japonais.